# Ichthyodes maxima
Ichthyodes maxima là một loài bọ cánh cứng trong họ Cerambycidae.